# دانيال تشادويك
دانيال تشادويك (بالإنجليزية: Daniel Chadwick)‏ هو سياسي أمريكي، ولد في 5 يناير 1825، وتوفي في 23 نوفمبر 1884. انتخب عضو مجلس نواب كونيتيكت.